# Prima Divisione Veneto 1950-1951
La Prima Divisione fu il massimo campionato regionale di calcio disputato in Veneto nella stagione 1950-1951.

## Girone A

### Squadre partecipanti
| Squadra                       | Città (provincia)             | Stagione precedente |
| ----------------------------- | ----------------------------- | ------------------- |
| A.S. Aquila Valeggio          | Villafranca di Verona (VR)    |                     |
| A.C. Bentegodi                | Verona                        |                     |
| A.C. Cologna                  | Cologna Veneta (VR)           |                     |
| A.C. Domegliara               | Domegliara (VR)               |                     |
| A.S. Hellas                   | Verona                        |                     |
| U.S. Libertas                 | Caldiero (VR)                 |                     |
| A.S. Lonigo                   | Lonigo (VI)                   |                     |
| A.S. Minerbe                  | Minerbe (VR)                  |                     |
| A.C. Montebaldina             | Caprino Veronese (VR)         |                     |
| Ronco all'Adige               | Ronco all'Adige (VR)          |                     |
| A.S. San Giovanni Lupatoto    | San Giovanni Lupatoto (VR)    |                     |
| A.C. San Martino Buon Albergo | San Martino Buon Albergo (VR) |                     |
| A.C. San Zeno                 | Verona                        |                     |
| A.C. Scaligera                | Isola della Scala (VR)        |                     |
| A.C. Vigasio                  | Vigasio (VR)                  |                     |
| A.S. Virtus                   | Bussolengo (VR)               |                     |

### Classifica finale
|  | Pos. | Squadra                  | Pt | G  | V  | N  | P  | GF | GS  | DR  |
|  | ---- | ------------------------ | -- | -- | -- | -- | -- | -- | --- | --- |
|  | 1.   | Hellas                   | 48 | 30 | 23 | 2  | 5  | 87 | 26  | +61 |
|  | 2.   | Bentegodi Verona         | 46 | 30 | 20 | 6  | 4  | 76 | 35  | +41 |
|  | 3.   | Domegliara               | 40 | 30 | 18 | 4  | 8  | 66 | 43  | +23 |
|  | 4.   | San Giovanni Lupatoto    | 38 | 30 | 17 | 4  | 9  | 65 | 42  | +23 |
|  | 5.   | Minerbe                  | 37 | 30 | 13 | 11 | 6  | 61 | 35  | +26 |
|  | 6.   | San Zeno                 | 32 | 30 | 11 | 10 | 9  | 70 | 62  | +8  |
|  | 7.   | Ronco all'Adige          | 30 | 30 | 11 | 8  | 11 | 55 | 51  | +4  |
|  | 7.   | Libertas Caldiero        | 30 | 30 | 13 | 4  | 13 | 65 | 71  | -6  |
|  | 9.   | Scaligera                | 28 | 30 | 12 | 4  | 14 | 56 | 67  | -11 |
|  | 9.   | Vigasio                  | 28 | 30 | 11 | 6  | 13 | 46 | 50  | -4  |
|  | 11.  | Aquila Valeggio (-1)     | 26 | 30 | 12 | 3  | 15 | 52 | 50  | +2  |
|  | 12.  | Montebaldina             | 25 | 30 | 11 | 3  | 16 | 52 | 69  | -17 |
|  | 13.  | Lonigo                   | 22 | 30 | 8  | 6  | 16 | 52 | 69  | -17 |
|  | 14.  | Cologna Veneta           | 18 | 30 | 7  | 4  | 19 | 35 | 65  | -30 |
|  | 15.  | San Martino Buon Albergo | 15 | 30 | 6  | 3  | 21 | 42 | 81  | -39 |
|  | 16.  | Virtus                   | 12 | 30 | 4  | 4  | 22 | 36 | 102 | -66 |

Legenda:

      Promosso in Promozione 1951-1952.
      Retrocesso in Seconda Divisione.
Regolamento:

Due punti a vittoria, uno a pareggio, zero a sconfitta.
Note:
Aquila Valeggio ha scontato 1 punto di penalizzazione in classifica per una rinuncia.
2 partite date perse a entrambe le squadre.

## Girone B

### Squadre partecipanti
| Squadra                  | Città (provincia)         | Stagione precedente |
| ------------------------ | ------------------------- | ------------------- |
| A.C. Arsiero             | Arsiero (VI)              |                     |
| U.S. Azzurra             | Sandrigo (VI)             |                     |
| A.C. Benvenuto Ronzani   | Caldogno (VI)             |                     |
| A.S. Breganze            | Breganze (VI)             |                     |
| Carte Burgo Sez.Sportiva | Lugo di Vicenza (VI)      |                     |
| U.S. Ceccato             | Montecchio Maggiore (VI)  |                     |
| A.C. Dueville            | Dueville (VI)             |                     |
| Ferrovieri               | Vicenza                   |                     |
| Filatura Maglio          | Maglio di Sopra (VI)      |                     |
| Fulgor Thiene            | Thiene (VI)               |                     |
| U.S. Malo                | Malo (VI)                 |                     |
| U.S. Marosticense        | Marostica (VI)            |                     |
| U.S. Montebello          | Montebello Vicentino (VI) |                     |
| S.P. Nova Gens           | Noventa Vicentina (VI)    |                     |
| A.C. Trissino            | Trissino (VI)             |                     |
| U.S. Virtus              | Valdagno (VI)             |                     |

### Classifica finale
|  | Pos. | Squadra            | Pt | G  | V  | N  | P  | GF | GS | DR  |
|  | ---- | ------------------ | -- | -- | -- | -- | -- | -- | -- | --- |
|  | 1.   | Dueville           | 44 | 30 | 17 | 10 | 3  | 57 | 32 | +25 |
|  | 2.   | Carte Burgo Lugo   | 43 | 30 | 20 | 3  | 7  | 60 | 36 | +24 |
|  | 3.   | Ceccato            | 42 | 30 | 17 | 8  | 5  | 70 | 32 | +38 |
|  | 4.   | Malo               | 36 | 30 | 16 | 4  | 10 | 52 | 44 | +8  |
|  | 5.   | Benvenuto Ronzani  | 35 | 30 | 14 | 7  | 9  | 61 | 41 | +20 |
|  | 6.   | Filatura Maglio    | 33 | 30 | 15 | 3  | 12 | 56 | 48 | +8  |
|  | 7.   | Arsiero            | 31 | 30 | 11 | 9  | 10 | 45 | 50 | -5  |
|  | 8.   | Montebello         | 29 | 30 | 11 | 7  | 12 | 49 | 49 | 0   |
|  | 8.   | Virtus Valdagno    | 29 | 30 | 12 | 5  | 13 | 51 | 51 | 0   |
|  | 10.  | Nova Gens          | 28 | 30 | 12 | 4  | 14 | 50 | 53 | -3  |
|  | 11.  | Fulgor Thiene      | 27 | 30 | 10 | 7  | 13 | 48 | 52 | -4  |
|  | 12.  | Trissino           | 25 | 30 | 11 | 3  | 16 | 62 | 66 | -4  |
|  | 13.  | Marosticense       | 22 | 30 | 9  | 4  | 17 | 47 | 69 | -22 |
|  | 14.  | Ferrovieri Vicenza | 20 | 30 | 7  | 6  | 17 | 54 | 71 | -17 |
|  | 14.  | Azzurra Sandrigo   | 20 | 30 | 7  | 6  | 17 | 36 | 59 | -23 |
|  | 16.  | Breganze           | 16 | 30 | 6  | 4  | 20 | 41 | 68 | -27 |

Legenda:

      Promosso in Promozione 1951-1952.
      Retrocesso in Seconda Divisione.
  Retrocesso e successivamente riammesso.
Regolamento:

Due punti a vittoria, uno a pareggio, zero a sconfitta.

## Girone C

### Squadre partecipanti
| Squadra                     | Città (provincia)                | Stagione precedente |
| --------------------------- | -------------------------------- | ------------------- |
| A.C. Alba                   | Rosolina (RO)                    |                     |
| U.S. Angelo Milani          | Taglio di Po (RO)                |                     |
| A.C. Clodia                 | Chioggia (VE)                    |                     |
| A.C. Conselve               | Conselve (PD)                    |                     |
| A.C. Contarina              | Contarina (RO)                   |                     |
| A.C. Donadese               | Donada (RO)                      |                     |
| G.S. Galileo A.C. Battaglia | Battaglia Terme (PD)             |                     |
| A.C. Giovane Italia         | Polesella (RO)                   |                     |
| U.S. Interaziendale Este    | Este (PD)                        |                     |
| A.S. Monselice              | Monselice (PD)                   |                     |
| A.C. Montagnana             | Montagnana (PD)                  |                     |
| A.C. S.A.F.                 | Rovigo-Sant'Apollinare con Selva |                     |
| A.C. Umberto Maddalena      | Bottrighe (RO)                   |                     |
| U.S. Virtus Bassanello      | Padova                           |                     |

### Classifica finale
|  | Pos. | Squadra                | Pt | G  | V  | N | P  | GF | GS | DR  |
|  | ---- | ---------------------- | -- | -- | -- | - | -- | -- | -- | --- |
|  | 1.   | Angelo Milani          | 45 | 26 | 21 | 3 | 2  | 73 | 26 | +47 |
|  | 2.   | Clodia                 | 44 | 26 | 20 | 4 | 2  | 79 | 27 | +52 |
|  | 3.   | Alba                   | 32 | 26 | 14 | 4 | 8  | 54 | 52 | +2  |
|  | 4.   | Contarina              | 30 | 26 | 13 | 4 | 9  | 55 | 38 | +17 |
|  | 5.   | Giovane Italia         | 29 | 26 | 13 | 3 | 10 | 55 | 43 | +12 |
|  | 6.   | Umberto Maddalena      | 26 | 26 | 10 | 6 | 10 | 45 | 55 | -10 |
|  | 6.   | S.A.F.                 | 26 | 26 | 12 | 2 | 12 | 56 | 58 | -2  |
|  | 8.   | Donadese               | 23 | 26 | 9  | 5 | 12 | 59 | 68 | -9  |
|  | 9.   | Galileo Battaglia      | 22 | 26 | 11 | 0 | 15 | 39 | 43 | -4  |
|  | 9.   | Conselve               | 22 | 26 | 7  | 8 | 11 | 45 | 56 | -11 |
|  | 11.  | Montagnana             | 19 | 26 | 8  | 3 | 15 | 39 | 56 | -17 |
|  | 12.  | Monselice              | 16 | 26 | 6  | 4 | 16 | 39 | 62 | -23 |
|  | 13.  | Virtus Bassanello (-2) | 15 | 26 | 6  | 5 | 15 | 42 | 69 | -27 |
|  | 14.  | Interaziendale Este    | 13 | 26 | 5  | 3 | 18 | 38 | 65 | -47 |

Legenda:

      Promosso in Promozione 1951-1952.
      Retrocesso in Seconda Divisione.
  Retrocesso e successivamente riammesso.
Regolamento:

Due punti a vittoria, uno a pareggio, zero a sconfitta.
Note:
Virtus Bassanello ha scontato 2 punti di penalizzazione in classifica per due rinunce.

## Girone D

### Squadre partecipanti
| Squadra                                   | Città (provincia)          | Stagione precedente |
| ----------------------------------------- | -------------------------- | ------------------- |
| U.S. Cittadellese                         | Cittadella (PD)            |                     |
| A.C. Crocetta                             | Crocetta del Montello (TV) |                     |
| U.S. Feltrese                             | Feltre (BL)                |                     |
| G.S. Dop. Ferrovieri Baldrocco            | Treviso                    |                     |
| Giocatori Associati San Giacomo in Veglia | San Giacomo di Veglia (TV) |                     |
| G.S. Giorgione                            | Castelfranco Veneto (TV)   |                     |
| Hellas Calcio                             | Venezia                    |                     |
| U.S. Maerne                               | Maerne di Martellago (VE)  |                     |
| A.C. Montebelluna                         | Montebelluna (TV)          |                     |
| U.S. Petrarca                             | Padova                     |                     |
| U.S. Pravato Paese                        | Paese (TV)                 |                     |
| C.S. Spresiano                            | Spresiano (TV)             |                     |
| A.C. Stra                                 | Stra (VE)                  |                     |

### Classifica finale
|  | Pos. | Squadra                          | Pt | G  | V | N | P | GF | GS | DR |
|  | ---- | -------------------------------- | -- | -- | - | - | - | -- | -- | -- |
|  | 1.   | Feltrese                         | 36 | 24 |   |   |   |    |    |    |
|  | 2.   | Hellas Calcio                    | 35 | 24 |   |   |   |    |    |    |
|  | 3.   | Montebelluna                     | 34 | 24 |   |   |   |    |    |    |
|  | 4.   | Cittadellese                     | 31 | 24 |   |   |   |    |    |    |
|  | 5.   | Stra                             | 27 | 24 |   |   |   |    |    |    |
|  | 6.   | Spresiano                        | 24 | 24 |   |   |   |    |    |    |
|  | 6.   | Giorgione                        | 24 | 24 |   |   |   |    |    |    |
|  | 8.   | Petrarca                         | 21 | 24 |   |   |   |    |    |    |
|  | 9.   | Gioc. Associati S.Giacomo Veglia | 20 | 24 |   |   |   |    |    |    |
|  | 10.  | Crocetta                         | 19 | 24 |   |   |   |    |    |    |
|  | 11.  | Ferrovieri Baldrocco             | 18 | 24 |   |   |   |    |    |    |
|  | 12.  | Maerne                           | 14 | 24 |   |   |   |    |    |    |
|  | 13.  | Pravato Paese                    | 9  | 24 |   |   |   |    |    |    |

Legenda:

      Promosso in Promozione 1951-1952.
      Retrocesso in Seconda Divisione.
Regolamento:

Due punti a vittoria, uno a pareggio, zero a sconfitta.

## Girone E

### Squadre partecipanti
| Squadra                      | Città (provincia)         | Stagione precedente |
| ---------------------------- | ------------------------- | ------------------- |
| A.G.E.L.                     | Casale sul Sile (TV)      |                     |
| A.C. Cessalto                | Cessalto (TV)             |                     |
| U.S. Excelsior-Lido          | Venezia                   |                     |
| A.C. Jesolo                  | Jesolo (VE)               |                     |
| U.S. La Rondine              | Meolo (VE)                |                     |
| S.S. Libertas                | Ceggia (VE)               |                     |
| A.C. Motta                   | Motta di Livenza (TV)     |                     |
| U.S. Muranese                | Venezia                   |                     |
| A.C. Noventa                 | Noventa di Piave (VE)     |                     |
| U.S. Opitergina              | Oderzo (TV)               |                     |
| A.S. Petronia                | Caorle (VE)               |                     |
| A.C. Pro Mogliano            | Mogliano Veneto (TV)      |                     |
| A.C. San Stino               | San Stino di Livenza (VE) |                     |
| C.R.A.L. S.A.V.A. Sez.Calcio | Venezia-Porto Marghera    |                     |
| Serenissima                  | ?                         |                     |

### Classifica finale
|  | Pos. | Squadra         | Pt | G  | V | N | P | GF | GS | DR |
|  | ---- | --------------- | -- | -- | - | - | - | -- | -- | -- |
|  | 1.   | Excelsior-Lido  | 42 | 28 |   |   |   |    |    |    |
|  | 2.   | Libertas Ceggia | 40 | 28 |   |   |   |    |    |    |
|  | 3.   | Jesolo          | 37 | 28 |   |   |   |    |    |    |
|  | 4.   | Motta           | 35 | 28 |   |   |   |    |    |    |
|  | 5.   | Opitergina      | 34 | 28 |   |   |   |    |    |    |
|  | 5.   | S.A.V.A.        | 34 | 28 |   |   |   |    |    |    |
|  | 7.   | San Stino       | 33 | 28 |   |   |   |    |    |    |
|  | 8.   | La Rondine      | 29 | 28 |   |   |   |    |    |    |
|  | 9.   | Petronia        | 28 | 28 |   |   |   |    |    |    |
|  | 10.  | Noventa         | 24 | 28 |   |   |   |    |    |    |
|  | 10.  | Muranese        | 24 | 28 |   |   |   |    |    |    |
|  | 10.  | Pro Mogliano    | 24 | 28 |   |   |   |    |    |    |
|  | 13.  | A.G.E.L.        | 15 | 28 |   |   |   |    |    |    |
|  | 14.  | Cessalto        | 11 | 28 |   |   |   |    |    |    |
|  | 15.  | Serenissima     | 10 | 28 |   |   |   |    |    |    |

Legenda:

      Promosso in Promozione 1951-1952.
      Retrocesso in Seconda Divisione.
Regolamento:

Due punti a vittoria, uno a pareggio, zero a sconfitta.

## Regolamento
In questa stagione a parità di punteggio non era prevista alcuna discriminante: le squadre a pari punti erano classificate a pari merito. In caso di assegnazione di un titolo sportivo (promozione o retrocessione) era previsto uno spareggio in campo neutro.
Le squadre che non hanno portato a termine il campionato non vanno considerate come classificate ma tolte dalla classifica (e questo significa senza posizione in classifica) azzerando tutti i risultati conseguiti fino al momento dell'esclusione o della rinuncia.